# 趙秉温
趙 秉温（ちょう へいおん、1222年 - 1293年）は、モンゴル帝国（大元ウルス）に仕えた漢人官僚の一人。字は行直。父は最初期のモンゴル帝国に仕え華北平定に従事した趙瑨。

## 概要
趙秉温は若い頃より即位前のクビライに仕え、クビライの幕僚の一人であった劉秉忠に学んだ。1253年から1254年にかけて行われた雲南・大理遠征にも従軍している。モンケ・カアンの没後にクビライが即位すると、中統初年に命を受けて右三部事を行した。
至元7年（1270年）、尚書礼部侍郎・知侍儀司事の地位を授かった。至元10年（1273年）に秘事少監の地位を授かり、至元19年（1282年）に昭文館大学士・知太史院侍儀司事の地位に移った。この頃、授時暦の完成に寄与したことから鈔200錠を下賜され、官位は中奉大夫に進んだ。至元29年（1292年）、国朝集礼の編纂が完成し、これを受けてクビライは趙秉温の息子の趙慧に地位を承襲させた。死後、金紫光禄大夫・司徒・雲国公を追贈されている。